# Booker Noe Distillery
Die Booker Noe Distillery in Boston, Kentucky, bis 2004 Churchill Distillery, ist eine Bourbon-Whiskey-Brennerei des Beam-Suntory-Konzerns in Boston, Kentucky. Sie ist, neben der Jim Beam Destillery im nahe gelegenen Clermont, Kentucky, eine von zwei Brennereien, in der Jim Beam produziert wird. Während die Destillerie in Clermont ein Besucherzentrum hat und dort Touren organisiert werden, ist die Booker Noe Distillery ein der Öffentlichkeit nicht zugängliches Fabrikgelände. Benannt ist die 1953 gegründete Fabrik seit 2004 nach dem ehemaligen Master Distiller Frederick Booker Noe II, der der Enkel von Firmengründer Jim Beam und Master-Destiller in sechster Generation war.
Beam Suntory gibt nicht an, welcher Jim-Beam-Whiskey in welcher Destillerie produziert wird. Die Booker Noe Distillery konzentriert sich aber vor allem auf das umsatzstärkste Produkte Jim Beam White Label, während die meisten anderen Beam-Whiskeys vor allem aus Clermont kommen.

## Geschichte
Nachdem Jim Beam nach dem Ende der Prohibition erfolgreich das Whiskey-Brennen wiederaufgenommen hatte, war das Unternehmen am Markt so erfolgreich, dass es die Produktionskapazitäten ausweiten wollte. Die Familie kaufte 450 Acres (~ etwa 180 Hektar) in Boston in der Nähe von Clermont, auf dem sich das verlassene Gebäude der Churchill Distillery befand. Schnell bauten sie dort Lagerhäuser zum Nachreifen von 60.000 Fässern Whiskey. Das Wasser für die Whiskeyproduktion kam aus dem nahe gelegenen Wilson Creek. Das Gelände war abgelegen und sollte Produktion ermöglichen, ohne dass dort Touristen vorbeikommen.
1954 nahm die Churchill Distillery den Betrieb auf. Frederick Booker Noe II, der Enkelsohn des Firmengründers Jacob Beam, begann seine Arbeit dort 1953 im Alter von 23 Jahren und war seit 1960 später vier Jahrzehnte lang Master Destiller in dieser Brennerei. Neben dem Alltagsgeschäft nutzte er die Brennerei als Experimentierfeld. Dort entwickelte er neben dem Jim Beam White Label diverse neuere und hochpreisigere Marken des Beam-Konzerns und führte auch als erster Whiskey-Brenner den Small Batch Whiskey ein. Booker hatte Zugriff auf alle Fässer in den Bostoner Lagerhäusern und war bekannt dafür, die besten Fässer zu kennen und dort zum privaten Gebrauch und für Gäste die besten Whiskeys zusammenstellen. Aus diesen Assemblagen entwickelten sich mehrere Premiummarken des Beam-Konzerns. Als in den 1980ern mit dem Erfolg der Single-Malt-Whiskey kleinerer Produktionsmengen populär wurde, begann Beam mit Small-Batch-Abfüllungen zu experimentieren - Whiskeys, in denen nur Whiskey aus Fässern gefüllt wird, in denen der Whiskey der Erfahrung nach besonders gut reift. Beam war mit Booker’s Bourbon der erste Hersteller, der dieses Label benutzte und das mittlerweile in der Bourbon-Welt weit verbreitet ist.
1974 zerstörte ein Tornado ein Lagerhaus in Boston. Der Tornado riss Dach und Wände vom Lagerhaus und ließ die inneren Aufbauten skelettartig stehen. Whiskeyfässer flogen durch die Luft und insgesamt wurden 5.200 Fässer Whiskey zerstört. Verletzt wurde bei dem Vorfall niemand.